# Hästö, Houtskär
Hästö med Timmerholm och Småholm är en ö i Finland. Den ligger i Skärgårdshavet och i kommunen Pargas i den ekonomiska regionen  Åboland i landskapet Egentliga Finland, i den sydvästra delen av landet. Ön ligger omkring 60 kilometer sydväst om Åbo och omkring 200 kilometer väster om Helsingfors.
Öns area är 1,17 kvadratkilometer och dess största längd är 2,8 kilometer i öst-västlig riktning. Ön höjer sig omkring 25 meter över havsytan.

## Sammansmälta delöar
- Hästö 60°11′51″N 21°16′52″Ö / 60.19751°N 21.28108°Ö
- Timmerholm 60°11′41″N 21°17′34″Ö / 60.19461°N 21.29265°Ö
- Småholm 60°11′40″N 21°18′05″Ö / 60.19441°N 21.30144°Ö

## Klimat
Inlandsklimat råder i trakten. Årsmedeltemperaturen i trakten är 5 °C. Den varmaste månaden är augusti, då medeltemperaturen är 16 °C, och den kallaste är januari, med −6 °C.